# Macromitrium leprieurii
Macromitrium leprieurii là một loài Rêu trong họ Orthotrichaceae. Loài này được Mont. mô tả khoa học đầu tiên năm 1840.